# خواكين ريكيلمي غارسيا
خواكين ريكيلمي غارسيا (بالألمانية: Joaquín Riquelme García)‏ هو عازف كمان ‏ ألماني، ولد في 1983.